# Brachyrhaphis cascajalensis
Brachyrhaphis cascajalensis és un peix de la família dels pecílids i de l'ordre dels ciprinodontiformes.

## Morfologia
Els mascles poden assolir els 6 cm de longitud total i les femelles els 7,5.

## Distribució geogràfica
Es troba a Centreamèrica: des de Costa Rica fins a Panamà.